# Phyllachora populi
Phyllachora populi är en svampart som beskrevs av Richon 1889. Phyllachora populi ingår i släktet Phyllachora och familjen Phyllachoraceae.   Inga underarter finns listade i Catalogue of Life.